# Rodolfo Comerio
La Rodolfo Comerio è una società a responsabilità limitata italiana del settore metalmeccanico, fondata nel 1878 a Busto Arsizio, nota per la progettazione e la costruzione di impianti di calandratura per gomma e materie plastiche.

## Storia

Fonderie ed Officine Meccaniche Rodolfo Comerio

La Rodolfo Comerio nacque come "Fonderie ed Officine Meccaniche Rodolfo Comerio" e fu fondata da Rodolfo Comerio nel 1878 a Busto Arsizio, città soprannominata "Manchester d'Italia" per via dell'industria tessile che vi prosperava. L'azienda costruiva calandre e foulard per il finissaggio dei tessuti.

Piallatrice Rodolfo Comerio - Inizio XX secolo

All'inizio del nuovo secolo, lo scoppio della prima guerra mondiale portò a una conversione industriale da economia di pace in bellica, con un incremento di produzione del materiale ferroviario, automobilistico, navale e aeronautico. Enrico Comerio, figlio di Rodolfo, ampliò l'attività aggiungendovi la progettazione e la costruzione di macchine utensili con torni paralleli e piallatrici a due montanti.

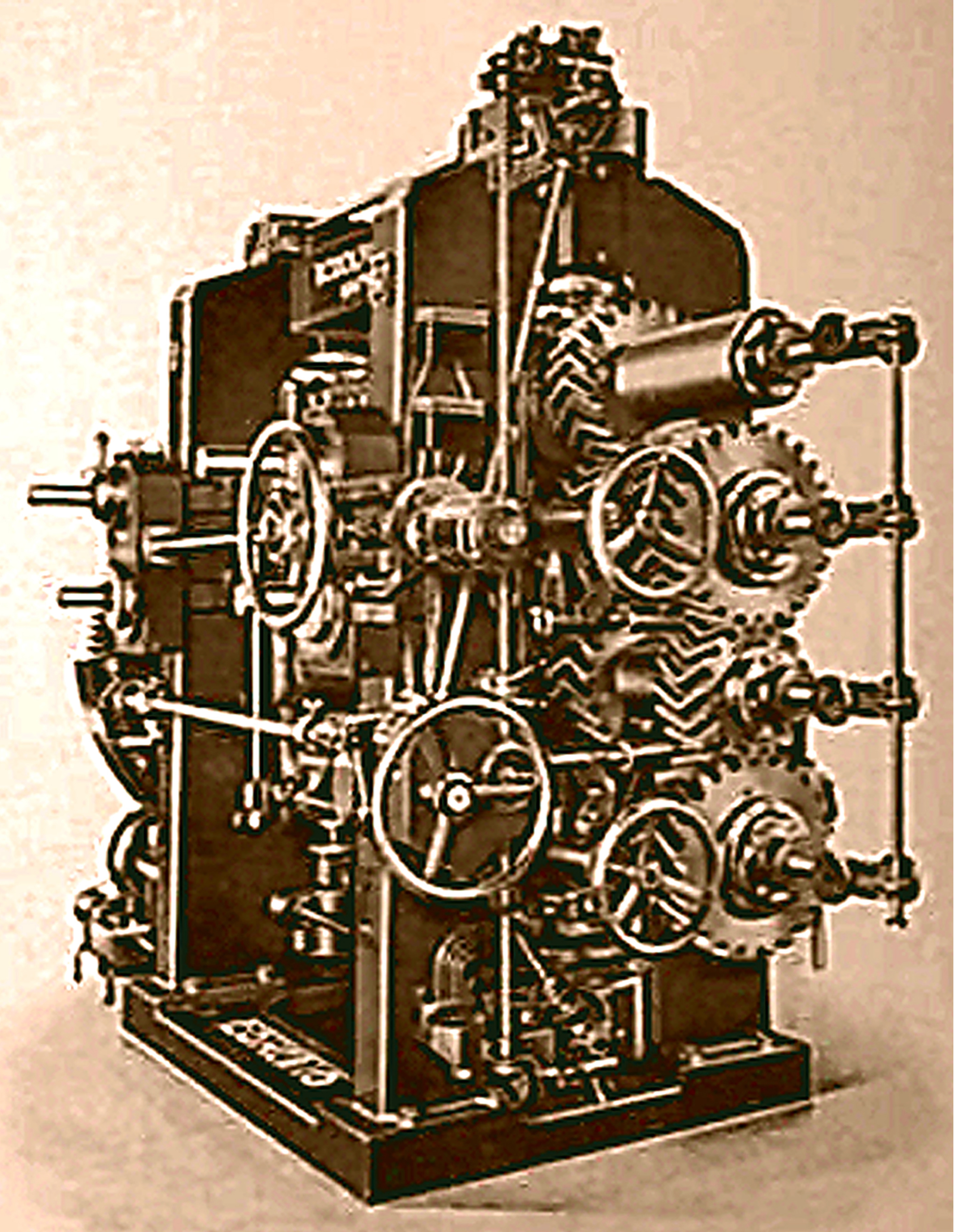
Rodolfo Comerio - Prima calandra a 3 cilindri, 1925

L'azienda giunse alla terza generazione con Rodolfo Comerio, nipote di Enrico, che orientò l'attività industriale verso la produzione di macchinari per la lavorazione della gomma. Nel 1925 realizzò per le Industrie Pirelli di Milano la prima calandra a 3 cilindri per la produzione della carcassa per pneumatici.

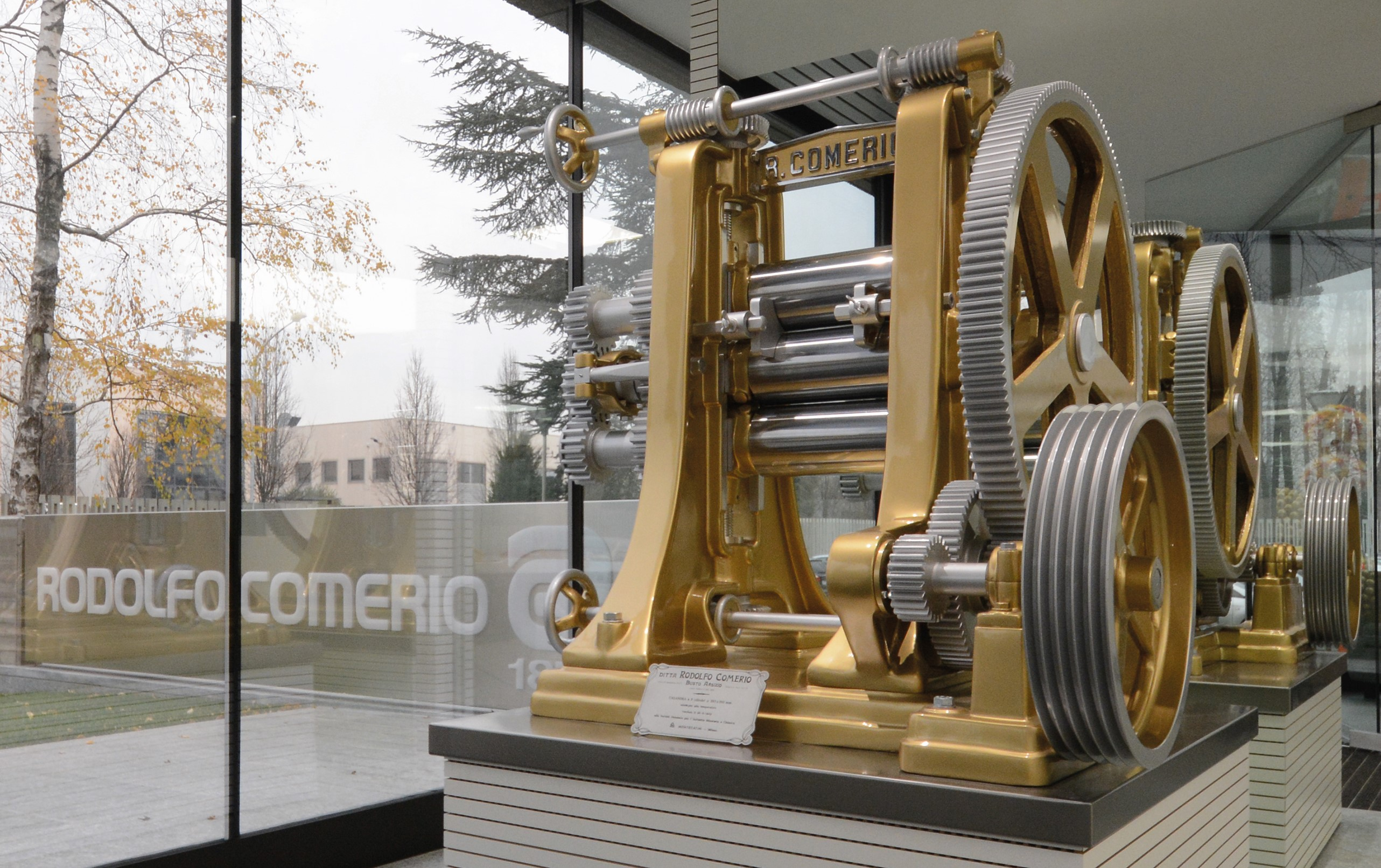
Rodolfo Comerio - Calandra PVC per Montecatini, 1942

L'ingresso significativo del PVC nel mercato negli anni '20 richiese nuovi studi sulla lavorazione delle materie plastiche e nel 1942 l'azienda fornì al Gruppo Montecatini a Milano la prima calandra in Italia per la lavorazione ad alta temperatura del film in PVC.
Nel 1950 Rodolfo e Dino Comerio realizzarono inoltre una piccola vettura monoposto, la FCB (Fratelli Comerio Busto), equipaggiata con un motore Lambretta 125, destinata alle competizioni automobilistiche minori.

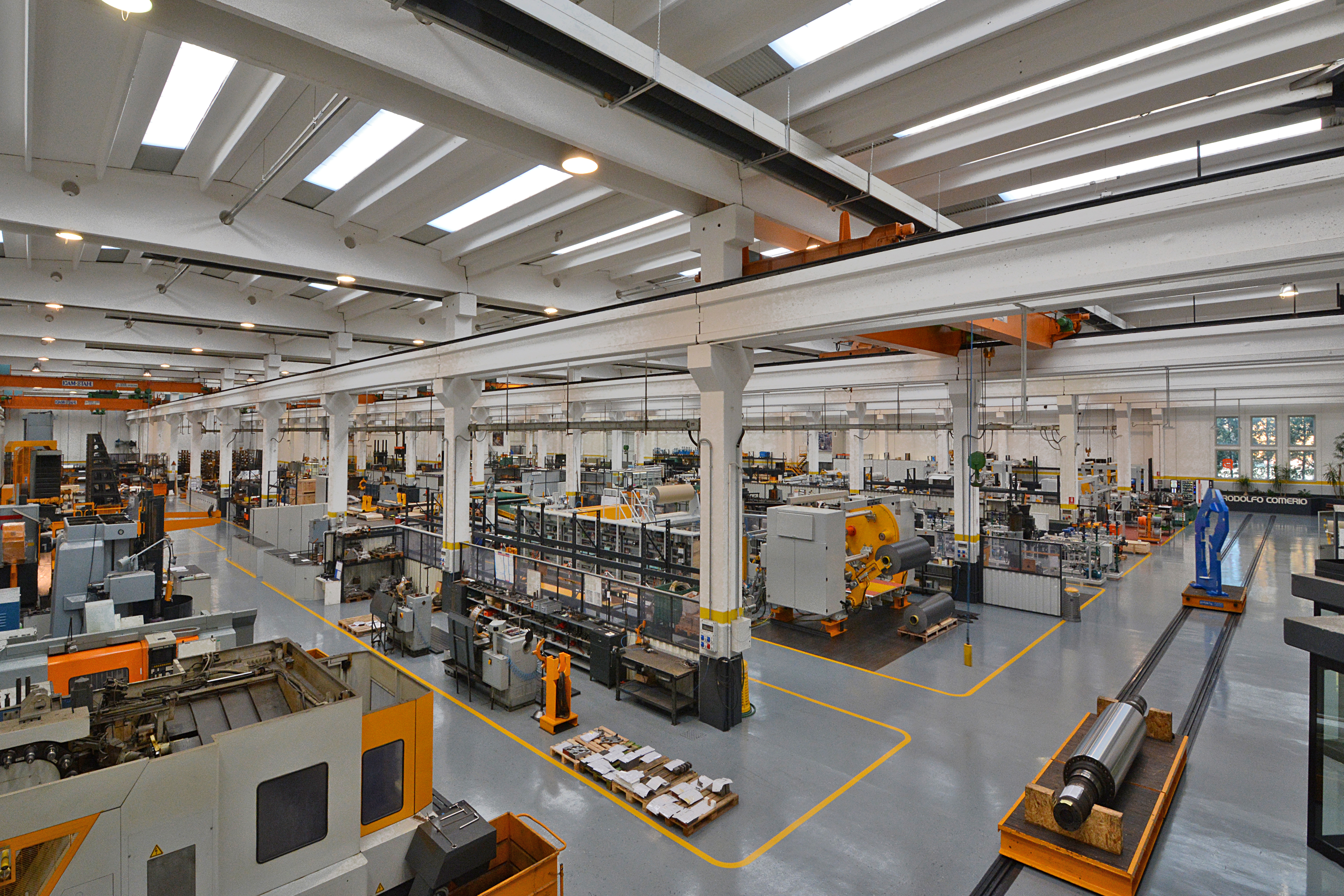
Interno dello stabilimento rinnovato di Rodolfo Comerio a Solbiate Olona

Dal 1960 l'azienda è diretta dalla quarta generazione, con Enrico e Carlo Comerio, figli di Rodolfo, che rivestono rispettivamente le cariche di presidente del consiglio di amministrazione e amministratore delegato. Nel 1981 l'azienda si trasferì nella sede attuale di Solbiate Olona in Via IV Novembre per far fronte all'espansione della produzione.
Sempre all'inizio degli anni '80, l'azienda progettò e realizzò le prime linee di calandratura combinate per la gommatura di cord tessile e cord metallico per l'industria degli pneumatici.
Superata la crisi economica mondiale all'inizio del nuovo millennio, nel 2017 l'azienda ristrutturò gli uffici e la sede produttiva di Solbiate Olona.

## Sviluppi recenti e riconoscimenti
- Ottenimento del Sistema di Gestione della Qualità in conformità con la norma UNI EN ISO 9001[4][5]
- Brevetto per la goffratura a registro di un film stampato estensibile o di un laminato comprendente un film stampato estensibile, depositato il 4 marzo 2013[6][7]
- Brevetto per la goffratura a registro di un laminato, depositato il 25 ottobre 2011[8]
- Premio Confindustria 2010 conferito alle imprese italiane ultracentenarie iscritte da oltre un secolo a una delle associazioni industriali già esistenti nel 1910[9]
- Awards della Gomma - Premio Assogomma 2015 conferito alle aziende storiche del settore gomma[10][11][12][13][14][15]
- Accordo con il Politecnico di Milano per programmi di tirocinio degli studenti[16][17][18]

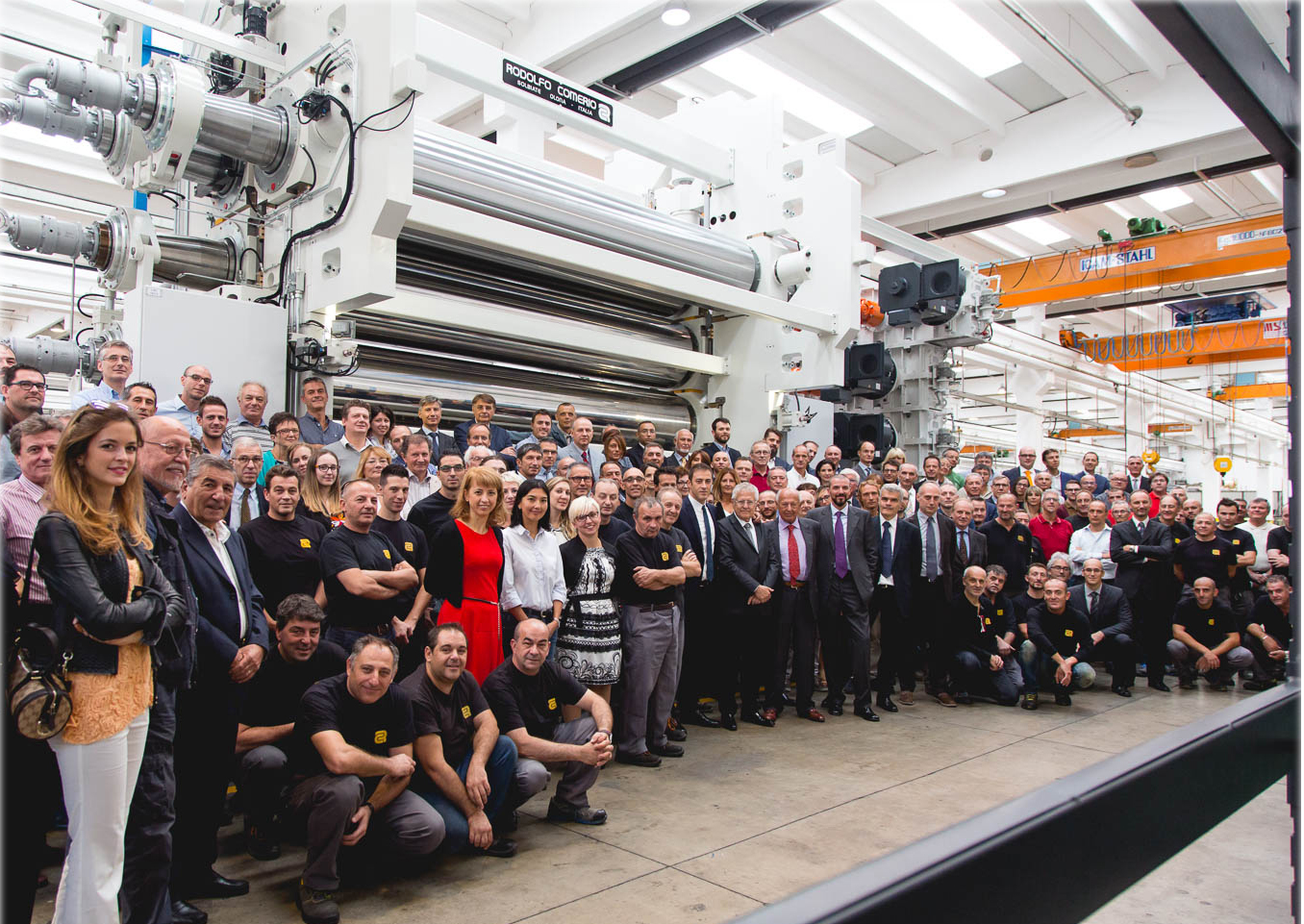
Calandra a 5 cilindri Ø870x5000 mm costruita da Rodolfo Comerio nel 2016

- Progettazione e realizzazione delle calandre più grandi al mondo nel 2016[17][18][19][20][21][22][23][24][25][26][27][28][29]
- Premio China Award 2016 conferito alle aziende creatrici di valori nella Repubblica Cinese[30][31][32][33]
- Partnership con Alfatherm dal 2017[34][35][36][37][38]
- Nomination ai Tire Technology International 2019 Awards nella categoria Tire Industry Supplier of the Year[39]

- Brevetto per il sistema di scorrimento privo di attrito del cilindro della calandra “RC SF-Free system”[41][42][43][44]
- Finalisti ai Journey to Automation Awards 2020 nella categoria Tire Manufacture - Suppliers[45]